# Sistotrema brinkmannii
Sistotrema brinkmannii é uma espécie de fungo pertence à família Hydnaceae.